# Tunel Sveti Ilija
Tunel Sveti Ilija cestovni je tunel kroz Biokovo koji povezuje obalni i kontinentalni dio Splitsko-dalmatinske županije.

## Položaj i karakteristike
Tunel je dugačak 4248 m, ima kolnik od 7,7 m i servisnu cijev sa zapadne strane dugu 4255,62 m. Tunel se nalazi na trasi državna cesta D76. Prolazi kroz Biokovo između naselja Bast u općini Baška Voda (s južne strane) i Rastovac u općini Zagvozd (sa sjeverne strane). 
Nazvan je po istoimenom biokovskom vrhu podno kojeg se nalazi. Radi se o četvrtom po duljini tunelu u Hrvatskoj, ali je po nadsloju od 1336,5 m, odnosno visini stijena od tunelske cijevi do vrha planine, prvi cestovni tunel u Europi u krškom masivu.
Gradnja tunela počela je 25. ožujka 2008. godine sa sjeverne strane. Tunel je probijen 21. siječnja 2010. godine. U probijanju su sudjelovale tvrtke Hidroelektra niskogradnja iz Zagreba, koja je probijala tunel sa sjeverne strane te Konstruktor iz Splita, koji je probijao tunel s južne strane.
Nedaleko od Tunela Sveti Ilija u predjelu Turija postavljena je u doba Napoleonove vladavine 1809. godine spomen-ploča povodom završetka izgradnje ceste koja se protezala od zadarskog zaleđa do Boke kotorske i bila poveznica istoka i zapada Dalmacije. Dvije stotine godina nakon toga probijen je Tunel Biokovo kao dio suvremenih prometnih veza dalmatinskog zaleđa s priobaljem.
Posebnost ovoga tunela je, dosad, daleko najveći nadsloj od svih tunela u Hrvatskoj (visina od nivelete kolnika do površine terena) koja iznosi 1340 m. 
Najveća nadmorska visina terena od 1635 m otprilike je na polovici tunela gdje je kota nivelete 293 m.
Otvoren je 8. srpnja 2013. godine.
Usporedba s ostalim tunelima:
- najveći nadsloj tunela Sveti Rok iznosi 580 m;
- najveći nadsloj tunela Karavanke iznosi 1120 m.

## Vanjske poveznice
- Zagvozd - Tunel kroz Biokovo

### Ostali projekti
|  | Zajednički poslužitelj ima još gradiva o temi Tunel Sveti Ilija |